# Andy van der Meyde
Andy van der Meyde, né le 30 septembre 1979 à Arnhem aux Pays-Bas, est un footballeur international néerlandais.

## Carrière
Première sélection : États-Unis - Pays-Bas (0-2), 19 mai 2002.
Il est formé à l'Ajax Amsterdam avec qui il remporte la Supercoupe des Pays-Bas puis, en 2003, il rejoint l'Inter Milan.
Après deux saisons en demi-teinte avec le club interiste (1 but marqué en 2 saisons), il décide de découvrir le Championnat d'Angleterre en signant avec le deuxième club de Liverpool, Everton où il joue encore moins qu'à Inter Milan. Ainsi il ne joue pas un seul match lors de la saison 2007-2008. Sans club depuis le début de la saison, il rejoint le PSV Eindhoven en mars 2010.
Le 25 février 2011, il annonce qu'il met un terme à sa carrière, miné par les blessures à répétition.
Il rejoint toutefois le WKE en décembre 2011, club avec lequel il finit sa carrière en fin de saison.

## Après-carrière
Ayant mis un terme à sa carrière de footballeur en 2012, Andy van der Meyde se lance dans la production de vidéos web et devient vlogueur, créant sa propre émission nommé 'Bij Andy in de auto!' (Avec Andy dans la voiture!), invitant régulièrement des personnalités connus mondialement pour un moment d'interview. Cela a été le cas pour plusieurs stars tels que Romelu Lukaku, Hakim Ziyech ou encore Mo Bicep.

## Palmarès
- Vainqueur de la Super Coupe de Pays-Bas en 2003 Ajax Amsterdam
- Vainqueur de la Coupe d'Italie en 2005 Inter Milan